# Bahnhof Faak am See
Der Bahnhof Faak am See ist ein Zwischenbahnhof im gleichnamigen Ortsteil der Marktgemeinde Finkenstein am Faaker See.

## Aufbau
Der Bahnhof besteht aus zwei Seitenbahnsteigen, obwohl nur der zur Seeufer-Landesstraße (L 53) gerichtete genutzt wird. Ein Fahrkartenautomat und ein kleiner Park-and-Ride-Platz sind vorhanden. Die Fußgänger und Radweg-Unterführung ist Teil des Radweges Moorrunde.

## Aufnahmsgebäude
Das zweigeschoßige Gebäude mit rechteckigem Grundriss hat einen mittigen Quergiebel und eine Steinfassade mit einfachen Fensterumrahmungen. Die Schmalseite hat einen Holzbalkon mit einem Pultdach und einem Krüppelwalmdach. Das Gebäude hat heute moderne Fenster, sonst ist die Situation der Bauzeit erhalten. Das 1906 errichtete Aufnahmsgebäude steht unter Denkmalschutz (Listeneintrag).
Es gab beim Bahnhof auch ein hölzernes bemerkenswertes Gütermagazin, das aber bei der letzten Modernisierung des Bahnhofs nach 2000 abgetragen wurde. Damals wurde auch das Ladegleis entfernt, das früher zur Verladung von Holz und anderen Gütern zur Verfügung stand und von dem auch Tourismuszüge zur Rosentalbahn abfuhren.

## Personenverkehr
| Linie/Zuggattung            | Verlauf | Takt                         |
| --------------------------- | --- | ---------------------------- |
| D                           | Villach Hbf – Faak am See – Jesenice – Ljubljana (– Zagreb Glavni kolodvor) | Einzelne Züge                |
| EuroCity                    | Villach Hbf – Faak am See – Jesenice – Ljubljana – Zagreb Glavni kolodvor | Ein Zug pro Tag und Richtung |
| Regional-Express#Österreich | Gödersdorf – Finkenstein – Faak am See – Ledenitzen – Rosenbach | Ein Zug                      |
| S-Bahn Kärnten              | Rosenbach – Winkl im Rosental – Ledenitzen – Faak am See – Finkenstein – Gödersdorf – Villach Warmbad – Villach Westbahnhof – Villach Hbf – Villach Seebach – Föderlach – Lind-Rosegg – Velden am Wörthersee – Töschling – Pörtschach am Wörthersee – Pritschitz – Krumpendorf – Klagenfurt West – Klagenfurt Lend – Klagenfurt Hbf | Ein Zug                      |
| S-Bahn Kärnten              | Rosenbach – Winkl im Rosental – Ledenitzen – Faak am See – Finkenstein – Gödersdorf – Villach Warmbad – Villach Westbahnhof – Villach Hbf – Villach St. Ruprecht – Annenheim – Sattendorf – St. Urban am Ossiacher See – Ossiach-Bodensdorf – Steindorf am Ossiacher See – Tiffen – Feldkirchen in Kärnten (– St. Martin-Sittich – Mautbrücken – Glanegg – Tauchendorf-Haidensee – Liebenfels – St. Veit an der Glan Westbahnhof – St. Veit an der Glan) | Stundentakt                  |
| 9518 (Sommerbus Faaker See) | Villach Hbf/Bbf Stg. 4 – Villach Interspar – Villach Steinwenderstraße – Villach Jakob-Ghon-Allee – Villach Perau Bundesstraße – Villach Maria Gailer Straße/Mc Donalds – Villach Maria Gail Abzw Kleinsattel – Villach Dobrova – Mittewald b.Drobollach Ort – Drobollach West – Drobollach Mitte – Egg/Faaker See Abzw Bogenfeld – Egg/Faaker See Ort – Neuegg/Faaker See Seeuferstraße – Faak am See Strand Gruber – Faak am See Strandbad – Faak am See Bahnhof (Vorplatz) – Faak am See Ort – Drobollach West – Mittewald b.Drobollach Ort – Serai Bundesstraße – Villach Dobrova – Villach Maria Gail Abzw Kleinsattel – Villach Maria Gailer Straße/Mc Donalds – Villach Perau Bundesstraße – Villach Ludwig-Walter-Straße – Villach 10.-Oktober-Straße – Villach Interspar – Villach Hbf/Bbf Stg. 4 | Einzelne Busse               |